# Іп Ман 2
«Іп Ман 2» (кит.: 葉問2) — напівбіографічний фільм про життя Іп Мана — першої людини, яка почала відкрито викладати кунґ фу (стиль Він-Чунь). У 2008 році вийшов приквел цього фільму — «Іп Ман», а у тому ж 2010 році триквел — «Іп Ман: Народження легенди».

## Сюжет
Фільм, на відміну від першої частини — «Іп Ман» — віддаляється значно далі від реальної біографії Іп Мана. У цьому фільмі Іп Ман виступає як захисник честі китайських бойових мистецтв перед англійським боксом.
Друга Світова війна закінчилася, але Китай все ще слабкий і бідний. У 1949 році в Гонконгу Іп Ман відкриває школу Він-Чунь, проте завоювати своє місце під сонцем виявляється непросто — щоб уникнути проблем, Іп Ману потрібно спочатку завоювати повагу представників інших шкіл Кунгфу, а головуючому в їх асоціації Хун Чун Нам (майстру стилю Хун Гар), Іп Ман не сподобався з першого погляду. Тим часом в Гонконзі посилюється присутність британців, і деякі з них плювати хотіли на китайські традиції і звичаї.
В одному показовому виступі, англійський чемпіон світу з боксу Тейлор «Твістер» Майлос насміхається над бойовими мистецтвами підопічних і називає їх танцюристами, а не бійцями. Щоб відновити честь, Хун Чун Нам викликає Тейлора битися в рингу, але гине через напад астми в поєдинку від його ударів. Після втрати друга Іп Ман впадає в депресію, але в наступному бою йому надається можливість помститися за друга і розгромити «Твістера».
Фільм завершує невелика розповідь про подальшу долю Іп Мана.

## Цікаві факти
- Наприкінці фільму до Іп Ману приходить маленький хлопчик, який хоче стати його учнем. Це Брюс Лі.
- Сюжет фільму дуже нагадує сюжет Роккі 4[2]. Протиставлення культур: у фільмі Роккі 4 соціалістичної проти капіталістичної, тут західної проти східної. Також вбивство друга і помста за нього.
- Доні Єн (головна роль) сумнівається, що він хотів би повторитися у своїй ролі.

|                        | "Оскільки Іп Ман 2, безумовно, буде класичним і найкращим, то я вважаю, потрібно виконати роботу досконало і залишити про себе як про актора приємні спогади. Успішний фільм це успішний комерційний товар, і, на мій погляд, краще зробити один майстерний фільм, щоб він залишився класичним назавжди, ніж піти на ризик і спробувати перевершити його ще раз. Буде дуже важко зробити третій, по-справжньому хороший фільм. Можливо, через кілька років, режисер знайде новий цікавий ракурс, ось тоді і поговоримо." |
| — Доні Єн (Donnie Yen) | |

### Рейтинг фільму
Рейтинг цього фільму на сайті kinopoisk.ru склав 7.695 із можливих 10 балів. При цьому проголосувало 9354 користувачів сайту.

## У ролях

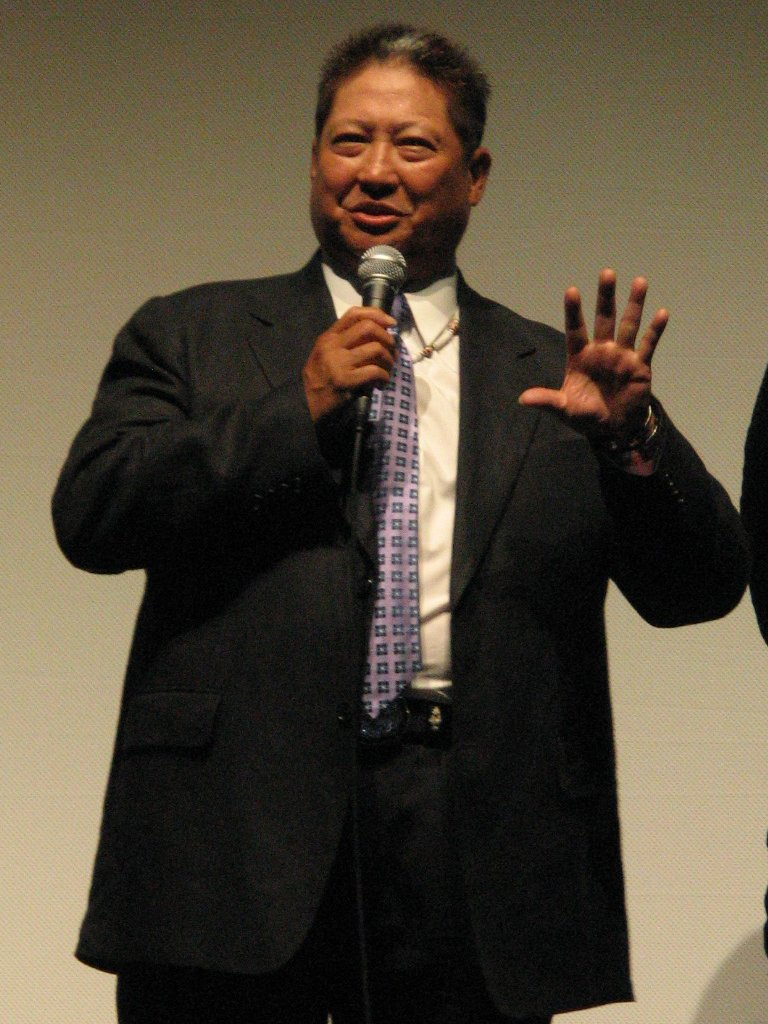
Саммо Хун

- Доні Єн — Іп Ман
- Саммо Хунг — Хун Чун Нам
- Хуан Сяомін — Вонг Люн
- Деррен Шахлаві — Тэйлор «Твістер» Майлос